# Dragan Bulatović
Dragan Bulatović (Kruščić, 1951) je profesor Filozofskog fakulteta Univerziteta u Beogradu i upravnik Centra za muzeologiju i heritologiju pri istom fakultetu. Bavi se teorijom muzeologije i heritologije i metodologijom istorijsko-umetničkog diskursa.

## Biografija
Bulatović je maturirao u Vrbasu 1970. godine, a diplomirao na Filozofskom fakultetu u Beogradu na grupi za istoriju umetnosti 1977. godine. Radi usavršavanja je boravio na École des Hautes Études en Sciences Sociales u Parizu tokom zimskog semestra 1983\84. školske godine. Magistrirao je 1988. godine na smeru Istorija moderne umetnosti, a doktorski rad "Objedinjeni diskurs o umetnosti i problem nealuzivnosti u slikarstvu XX veka u Srbiji" odbranio je 2005. godine, takođe, na Filozofskom fakultetu u Beogradu.
U periodu 1978-80. godine je bio kustos u Sektoru za istorijsko-stilski razvoj umetničke opreme knjige, primenjene grafike i fotografije Muzeja primenjene umetnosti u Beogradu. Za asistenta pripravnika na predmetu Muzeologija i zaštita spomenika kulture izabran je 1980. godine. Od 1988. godine je u zvanju asistenta za Muzeologiju i zaštitu kulturnih dobara na Filozofskom fakultetu u Beogradu. Od 2005. godine je u zvanju docenta, a od 2015. u zvanju vanrednog profesora za predmete Seminara za muzeologiju i heritologiju na osnovnim, master i doktorskim studijama. Predavač je muzeologije po pozivu na Fakultetu primenjenih umetnosti i dizajna Univerziteta umetnosti u Beogradu i na Multidisciplinarnim studijama istorije i filozofije prirode, nauke i tehnologije Univerziteta u Beogradu. Predaje po pozivu i na Univerzitetu u Ljubljani i Sveučilištu u Zagrebu. Bio je mentor prvih doktora muzeologije i heritologije na Beogradskom univerzitetu (u periodu od 2005-2012. godine pet kandidata je odbranilo svoje doktorske teze) i jednog kandidata na Univerzitetu u Skoplju.
Bio je urednik časopisa Seminara za modernu umetnost Triplus4 od 1988. do 1994. godine i urednik časopisa studenata Filozofskog fakulteta ALETHEIA (1988).
Bio je predsednik Izvršnog odbora Društva istoričara umetnosti Srbije od 1986. do 1990. godine i član predsedništva Saveza Društava istoričara umetnosti Jugoslavije od 1989. do 1991. godine.
Bio je član republičke komisije za stručne muzejske ispite.
Član je Nacionalnog komiteta međunarodnog saveta za muzeje (ICOM-a) od 1999. godine.
Osnivač je Centra za zaštitu nasleđa Kosova i Metohije: Mnemosyne (1999).
Osnovao je Centar za muzeologiju i heritologiju Filozofskog fakulteta u Beogradu 2010. godine.

## Odabrana bibliografija

### Knjige, autor
- "Уметност и музеалност: историјско-уметнички говор и његови музеолошки исходи", Нови Сад: Галерија Матице српске. 2016.  978-86-80706-07-8.
- "UMETNOST I MUZEALNOST: Istorijsko-umetnički govor i njegovi muzeološki ishodi", Prvo elektronsko izdanje, Beograd: Filozofski fakultet, Centar za muzeologiju i heritologiju,. 2014.  978-86-88803-92-2.
- "OD TREZORA DO TEZAURUSA: Teorija i metodologija izgradnje baštinjenja", Prvo elektronsko izdanje, Beograd: Filozofski fakultet, Centar za muzeologiju i heritologiju,. 2015.  978-86-88803-93-9.

### Studije
- "Tumačeva ogledanja", Zbornik radova Filozofskog fakulteta, serija B, XVI, Beograd 1993, 341-360;(ISSN 0352-5597)
- "ART AND MUSEALITY", Зборник радова Филозофског факултета, серија A, XVIII, Београд 1994, 403-421;(ISSN 0352-5546)
- "Историја уметности и заштита уметничког наслеђа", Повеља, Нова серија, година XXV, бр.2, Краљево, 1995, 24-29; (ISSN 0352-7751)
- “Историјско-уметничка интерпретација у статусу интегралног дискурса о уметности”, Зборник радова Филозофског факултета, серија A, XIX, Београд, 1997, 353-363; (ISSN 0352-5546)
- (sa Angelinom. Milosavljević): “Baština i rat: cinizam nužnosti”, Nova srpska politička misao, posebno izdanje I, Beograd, 1999, 237-250. (ISSN 1450-7382)
- "ОБЕЋАЊЕ И ОПРОШТАЈ- Поводом Ars Memorative и Простора уметности"(приредио), Историја уметности n.s. br. 1-2, Београд 2002,79-80(ISSN 1451-1797)
- "Baština kao brand ili muzej kao ekonomija želje", Godišnjak za društvenu istoriju sv. 2-3, Beograd 2004, 137-148. (ISSN 0354-5318)
- "Баштинство или о незаборављању", Крушевачки зборник 11, 2005, 7-20. (ISSN 0352-7255)
- (priređivač) "Muzej kao slika svijeta?", Glasnik Narodnog muzeja Crne Gore god 1, broj 1 (Nova serija. II knjiga),2005/2006, 109-110. (ISSN 1800-5713)
- "Muzeologija i/kao hermeneutika", u: Muzej kao slika svijeta?, Glasnik Narodnog muzeja Crne Gore god 1, broj 1 (Nova serija. II knjiga), 2005/2006, 111-119. (ISSN 1800-5713)
- “Standardi muzejske delatnosti i uslovi za javni rad privatnih kolekcija”, Inkubatori kulturnih industrija. Okrugli sto: Razvoj privatnih muzeja u Srbiji, Zbornik radova, Beograd 15-21. 2008.  978-86-84159-16-0.
- "Музеј као економија жеље", Зборник Семинара за студије модерне уметности Филозофског факултета Универзитета у Београду В – 21-36. 2009.  978-86-86563-55-2.
- "Museology and/as Hermeneutics", (zbornik) «Ivi Maroeviću baštinici u spomen», Zavod za informacijske studije Odsjeka za informacijske znanosti Filozofskog fakulteta Sveučilišta u Zagrebu, Spomenice, knjiga 2, Zagreb 61-71. 2009.  978-953-175-357-9.
- "Nauk odgonetanja umetničkog poslanstva između aporija estetičkih paradigmi i šavova hermeneutičkih parabola", Zbornik Seminara za studije moderne umetnosti Filozofskog fakulteta Univerziteta u Beogradu 8, Beograd 2012, 109-123. (ISSN 2217-3951)
- "Kriza muzejske proizvodnje identiteta", Muzeologija nova muzeologija i nauka o baštini, Tematski zbornik, Centar za muzeologiju i heritologiju Filozofskog fakulteta Univerziteta u Beogradu, Beograd 11-25. 2012.  978-86-88803-52-6.
- "Svojatanje sadašnjosti", u: Milan Popadić, Čiji je Mikelanđelov David? Baština u svakodnevnom životu, Beograd: Centar za muzeologiju i heritologiju, pp. VII-XII. 2012.  978-86-88803-04-5.
- "Heritage vs. fetish", Culture, No. 8, Centre for Culture and Cultural Studies, Skopje, 2014, 33-42. (ISSN 1857-7725)
- "Надрастање музеологије – херитологија као општа наука о баштини", У: Уметност и њена улога у историји: између трајности и пролазних -изама / Art and its Role in the History: Between Durability and Transient –isms; međunarodni tematski zbornik, Косовска Митровица: Филозофски факултет у Приштини. 2014.  978-86-6349-034-5. стр. 677–694.
- "Studije baštine kao temelj očuvanja humanističkog obrazovanja",Andragoške studije Br.1, Jun 2015,41-64. (ISSN 0354-5415)

## Spoljašnje veze
- Biografija na sajtu Filozofskog fakulteta u Beogradu Архивирано на веб-сајту  (22. март 2014)
- Biografija na sajtu Seminara za muzeologiju i heritologiju Filozofskog fakulteta u Beogradu Архивирано на веб-сајту  (9. април 2014)
- Muzeologija/Baštinstvo